# 衛生棉

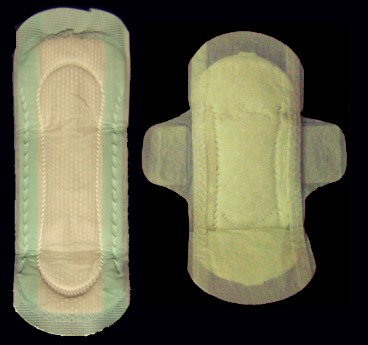
基本型衛生棉（左）與側翼型衛生棉（右）

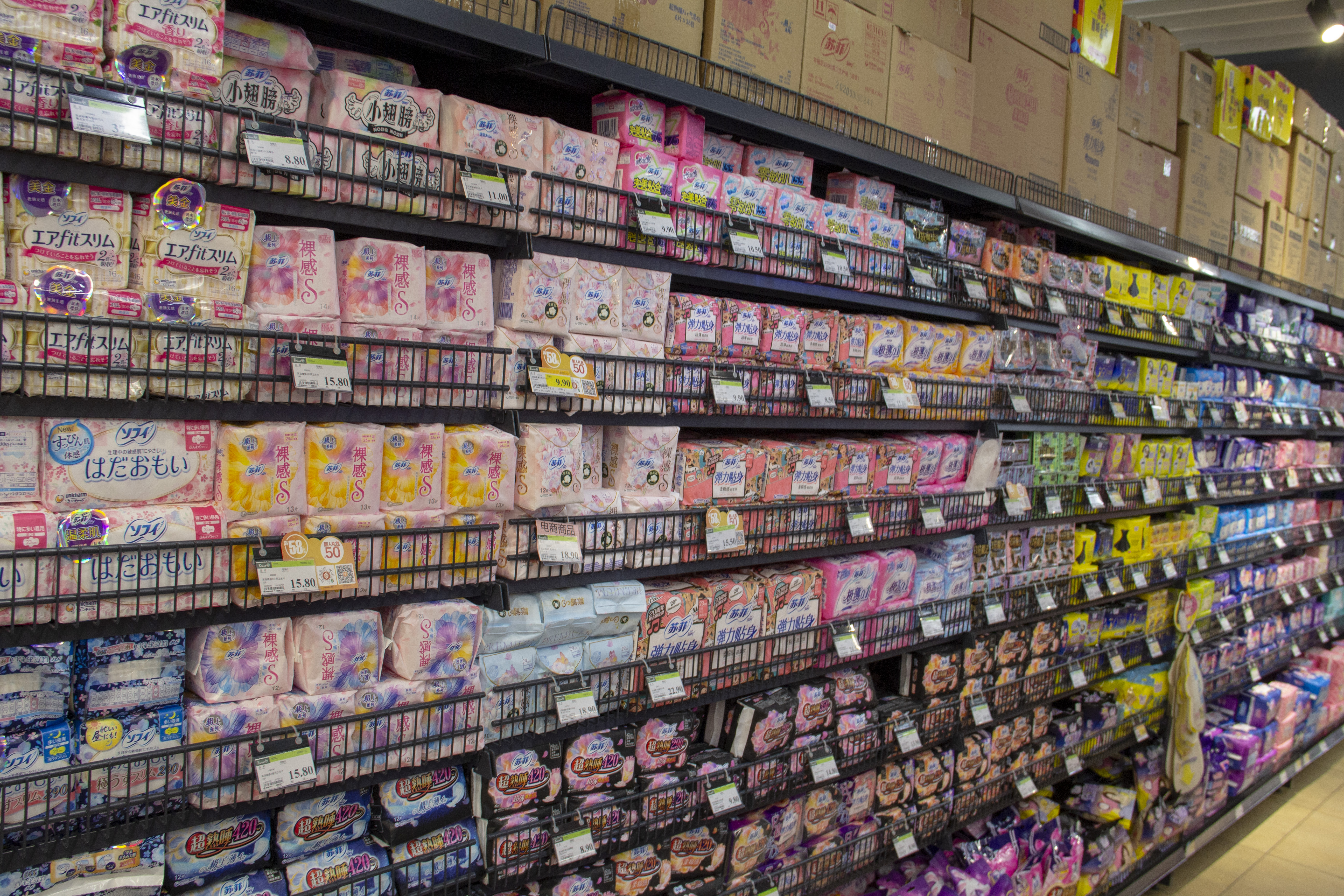
货架上的多种卫生巾

衛生棉，亦稱衛生巾，是一種具吸收力的物質，主要的材質為棉狀紙漿和高分子吸收體，用來吸收女性月經來潮時，自陰道流出的經血，不但可避免經血弄污衣物，而且可減小對於陰部的不適。

## 歷史
遠古時代的女性，因為沒有衛生棉可以使用，所以在穴居時代的女性，有時直接用海裡的海綿，或用草之類的東西作成衛生棉使用。
古代中國婦女用一條長長的白色布巾，在月經來時放在身下吸收血液，更換後以清水加明礬清洗；
古埃及人使用軟化過的紙草葉子作衛生棉條；
古希臘人則是用麻布包在木頭上，當作衛生棉條。
非洲某些地方的妇女有使用鬆软的羽毛和布片垫在下体，并将使用后的羽毛和布片收集于小木桶内。
到了十九世紀，邁入“可洗式衛生棉”階段，女性會將棉絮或碎布裝入袋中，製成所謂“碎布袋”當作衛生棉使用。除了使用碎布袋外，那個年代的女性會在臀部與衣服中間穿上“衛生圍裙”（以半片圍裙大小的橡皮墊，別上一塊棉布，然後圍在腰部，橡皮墊上的棉布貼著臀部繞過陰部，再使用安全別針或吊夾固定），所以那時月經來的日子裡，總是很不方便。
直到第一次世界大戰發明了“纖維棉”，它添加在其他產品應用上，包括拋棄式繃帶及其延伸出來的產品，而護士則會開始使用，紗布手術用的棉布或包裹起士的布，自行製作“拋棄式的衛生棉”，而衛生棉也就這樣誕生了。
在二十世紀時，也有部分公司開始生產衛生棉，女性用安全別針或綁上生理帶以固定衛生棉（“生理帶”是類似一種綁在腰部的吊襪帶，前面以一條帶子繞過陰部，後面亦以一條帶子繞過臀部，再用安全別針或者是吊夾固定衛生棉）。
1921年，世界上的第一片拋棄式衛生棉來自美國金佰利·克拉克公司（Kimberly-Clark，Kotex總公司），1927年嬌生公司也推出了一個衛生棉品牌——摩黛絲（Modess）。
1970年代，衛生棉的演進有了重大突破，就是“自粘式背膠衛生棉”誕生。
1989至1990年間，“好自在蝶翼”與“絲薄衛生棉”更改寫了衛生棉歷史。

## 構造
衛生棉的構造可分為表層、內層、側邊和背膠。
表層是直接與肌膚接觸的部分，其材質必需要柔軟，表面的織法和壓痕決定經血的吸收不回滲的效果。PE表層和棉質表層是最常用的兩種材質，PE表層加上微孔設計，能讓經血不易回滲，讓使用者有乾爽的感覺，但是材質較硬，部分使用者會引起過敏反應；由於棉質吸收力設計改善，2001年後的市場占有率逐漸高於PE表層的衛生棉。
內層的主要是棉、不織布、紙漿或以上材質複合物所形成的高分子聚合物和高分子聚合物複合紙，用來吸收流出的經血。側邊的設計主要用來防止側漏，因為使用時會和衛生棉本體呈現某個角度，更容易和鼠蹊部流生摩擦，因此使用柔軟材質的側邊的衛生棉較受女性青睞。衛生棉的背膠是不透水材質，可將經血保留在衛生棉中, 在1970年代發展出有貼黏式的衛生棉，便於將衛生棉固定在內褲的內側，而且可減低衛生棉移位。
衛生棉可以快速吸水(血)的原理是在中間含有高分子吸收體的材質，成分是聚丙烯酸鈉，吸水前是類似粉末的細小顆粒，吸水後就會膨脹並把水分鎖在其中。

## 種類
自衛生棉發展以來，為了適應使用者的需要，其型態主要發展成兩種，一種是基本型（兩端裁圓的長形），另外發展出具側翼的衛生棉。側翼又稱作蝶翼，又因為這類衛生棉在台灣開始發展時，在廣告詞中用了「翅膀」形容，因此翅膀也變成一種常用的說法，其形狀各家廠牌有所不同，有半圓形和小方形等設計。
側翼的主要目的是吸收因月經流量大，或因活動而引起月經側漏而設計。其設計又有分直接吸收和防漏側邊不同的設計。直接吸收的側翼材質，大部分和衛生棉本體相同，可以將側漏的經血吸收；防漏側邊的設計，則是利用側翼反折時，立起衛生棉本體兩側特殊車縫設計（主要材質為不織布）阻擋經血滲出。
為了因應不同月經流量的需求，又發展出加長型、夜用型......等類型，和基本型（約20-23公分）主要的差別，除了長度（約28-30公分）之外，夜用型的衛生棉的尾端較寬。還有孕婦生產完後專用的衛生棉，為了吸收產後的惡露，這類的衛生棉較一般月經用的衛生棉來得厚。
另外還有薄型的衛生棉，是為了方便女性在月經來時，不會因為衛生棉的厚度影響行動。
衛生棉條約在1933年問世，其形狀類似一枚子彈，尾端附有棉線，也有依月經流量不同，分有不同吸收量的衛生棉條。
女性在月經來潮前，常有陰部分泌物增加的問題，因此有衛生棉公司推出了護墊商品，體積較衛生棉更薄，長度約15公分左右，还有有一种较普通护垫窄很多的产品来适应T形内裤的形状。另外還有解決女性漏尿問題的護墊。

## 使用方法
除了少部分特殊用途較厚的衛生棉之外，大部分的衛生棉都有封膜，使用前要先將封膜撕開，把衛生棉取出。然後將背膠上和側翼的貼條撕下，平放在內褲的適當位置，接著將側翼反折到內褲的另一面貼上即可。
使用時，應儘量減少手或其他東西與衛生棉表面接觸，以免細菌汙染引發疾病。越來越多的衛生棉在封膜上做出創新的設計，可以在撕開封膜的同時，連同背膠和側翼上的貼條一同撕下，減少手與衛生棉接觸的機會，提高衛生的保障。
衛生棉替換的時間因人而異。建議平均每三～六小時更換一次，使用同一片衛生棉不宜超過八小時；使用後如果覺得開始有潮溼或不舒服時，也應更換新的衛生棉。棄置衛生棉時，不可以扔進廁所馬桶，會造成馬桶淤塞，應用紙巾包好，扔進垃圾桶。

## 疾病與衛生
長時間使用衛生棉會引起陰部潮溼，溫度升高，最常見的感染分有有真菌性和細菌性兩種。也有因為不肖廠商將使用過的衛生棉回收，重新漂白烘乾販售，而引起使用者染感疾病的事件。也有的厂家在卫生棉种加入抑菌成分，因为阴道正常状况下寄生着酸性菌群，可以防止其他有害菌的侵入，卫生棉中的抑菌成分有时会对这些正常菌群产生抑制，容易诱发其他感染。有的品牌的卫生棉加入了芳香剂来掩蔽经期的气味，这些芳香剂也成为引起某些人过敏的一个因素。
預防方法是勤更換衛生棉，購買衛生棉時，也要挑選有信譽的廠牌，並注意衛生棉的保存期限，衛生棉應保存在乾淨乾燥的環境中。

## 暱稱
在女性之間對於衛生棉有一些委婉而有趣的暱稱，例如方塊酥、漢堡、紅茶包、草莓麵包、蘋果麵包、凍豆腐等。香港人通常把衛生巾俗稱為「M巾」，其中M為英文Menstruation（月經）的簡稱。而美國人則俗稱為「Maxi Pad」。

## 品牌
各地衛生棉產品依據市場需求、文化背景與法規標準的不同，發展出多樣的品牌與產品設計。部分品牌由國際大型企業經營，行銷全球；亦有許多地區性品牌根據當地消費者偏好進行差異化生產。下列表格整理數個國家或地區中較具代表性的衛生棉品牌。
| 國家             | 市售常見的衛生棉品牌                                      |
| ---------------- | --------------------------------------------------------- |
| 中華民國（臺灣） | 蘇菲、靠得住、蕾妮亞、好自在、康乃馨、elis 愛麗思         |
| 美国             | Always、U by Kotex、Stayfree、Rael、The Honey Pot Company |

## 好處
傳統衛生產品方便 , 拿下來丟掉就可以。
使用方法簡便 , 容易購買。

## 壞處
- 需要勤更換，否則可能有細菌滋生發出臭味。

- 有塑膠的感覺 , 相比其它衛生產品較不透爽。

- 睡覺時有可能出現移位，會有洩漏的風險。

- 價錢相對其它衛生產品比較貴，如月經杯和布衛生棉（英语：Cloth menstrual pad）。

- 非常不環保，因為需要數百年才能被完全分解。

## 相關
- 月經
- 衛生棉條
- 布衛生棉（英语：Cloth menstrual pad） - 以布製成的衛生棉，可清洗後重複使用。
- 月亮杯 - 杯形容器衛生用品，可清洗後重複使用。

## 外部連結
- Museum of Menstruation （页面存档备份，存于）
- Cloth menstrual pads （页面存档备份，存于）